# 可汗學院
可汗學院（英語：Khan Academy）是由孟加拉裔美國人、麻省理工學院及哈佛大學商學院畢業生薩爾曼·可汗于2006年創立的一所非营利教育機構。機構通过网络提供一系列免費教材，現於Youtube載有超過5,600段教學影片，內容涵蓋數學、歷史、醫療衛生及醫學、金融、物理、化學、生物學、天文學、經濟學、宇宙學、有機化學、能量運動、美術史、宏觀經濟學、微觀經濟學及電腦科學等众多方面。

## 沿革

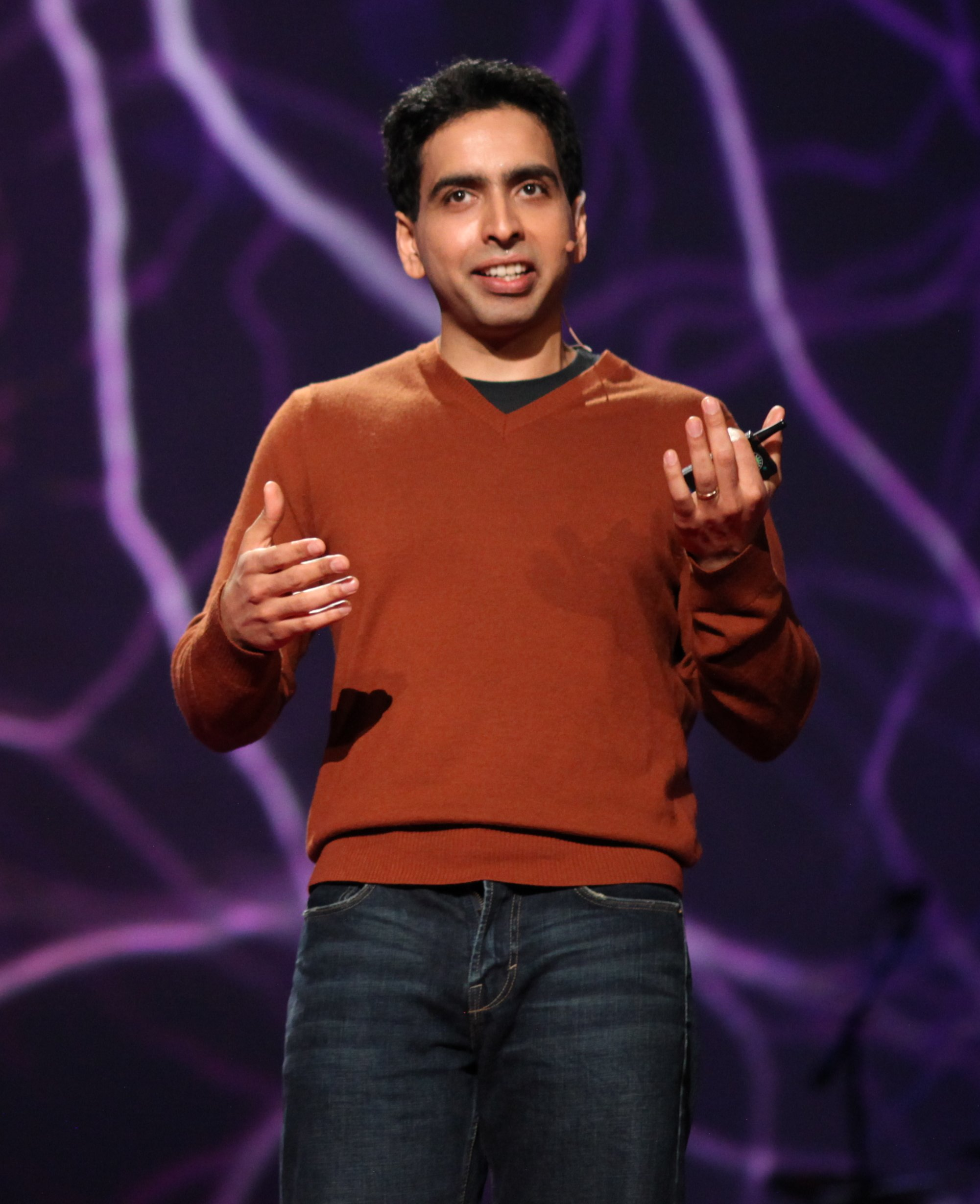
薩爾曼·可汗(Sal Khan)在 TED 2011 上的演講

創辦人薩爾曼·可汗擁有麻省理工學院的數學學士與電機碩士學位，以及哈佛大學的工商管理碩士（MBA）學位，曾從事物理學。為了幫助住在遠處的親人，他試著把自己的教學影片放上網路，主要是在YouTube網站。由於受到廣泛好評，相關影片觀看次數急速成長，受到鼓勵的薩爾曼於2009年辭去工作，全職從事相關課程的錄製。目前已有自己的獨立網站。該機構曾獲得2009年微軟教育獎，2010年谷歌「十的一百次方計畫」教育項目的兩百萬美元資助。
2011說服麻省理工學院自製一系列影片，教導孩子有關教新知查看 （页面存档备份，存于）

## 課程特點
可汗學院利用了網路傳送的便捷與錄影重複利用成本低的特性。每段課程影片長度約十分鐘，從最基礎的內容開始，以由易到難的進階方式互相銜接。教學者本人不出現在影片中，用的是一種電子黑板系統。其網站目前也開發了一種練習系統，記錄了學習者對每一個問題的完整練習記錄，教學者參考該記錄，可以很容易得知學習者哪些觀念不懂，目前已有557個練習。傳統的學校課程中，為了配合全班的進度，教師只要求學生跨過一定的門檻（例如及格）就繼續往下教；但若利用類似於可汗學院的系統，則可以試圖讓學生懂得每一個未來還要用到的基礎觀念之後，再繼續往下教學，進度類似的學生可以重編在一班。在美國，某些學校已經採用「回家看可汗學院影片代替家庭作業，上課時則是做練習，再由老師或已懂的同學去教導其他同學」這樣的教學模式。

## 发展

### 列入正規學分
愛達荷州在2011年立法通過中學畢業47學分中的2分必須為線上學習課程，而2013年可汗學院的課程會在二十多所公立學校採用。

### 官方SAT考试练习网站
可汗学院从2015年起，成为了sat考试的官方授权练习网站。研究指出，通过可汗学院官网学习并准备考试仅20小时，考试者的成绩显著提高。2017年，有超过16000考生报告，通过在可汗学院网站上的学习，他们的成绩都提高了200分以上。
数位版SAT的过渡将在未来两年内逐步进行：
从2023年3月开始，数位SAT将对所有国际学生（在美国或其领土以外参加考试的学生）进行管理。
从2024年春季开始，所有学生（包括国际学生和美国境内学生）都将参加数位SAT考试。
因此，如果您计划在2023年参加SAT考试，那么只有在您将参加国际考试时，您才应该为数位SAT做准备。如果您计划在2023年在美国参加SAT考试，则应使用可汗学院的官方SAT练习为纸笔考试做准备。
国内多家教辅书和练习册都从Khan Academy的SAT备考试题中选题，并明确标注了来自可汗学院。

## 美国医学院入学考试(MCAT)
2013年加入了医学试题，协助有兴趣的学生建立常识，先从氨基酸和蛋白问题 ，主题包括：
– 心理学和社会学（和问答形式）
– 生物分子 （页面存档备份，存于）
–化学 （页面存档备份，存于）
–物理 （页面存档备份，存于）
–细胞 （页面存档备份，存于）
– 器官系统 （页面存档备份，存于）
-环境 （页面存档备份，存于）
-行为 （页面存档备份，存于）
-社会 （页面存档备份，存于）
。

### 与皮克斯的合作
Khan Academy 与 Pixar合作，在2015年8月推出了 Pixar in a box项目，目标是展示学生在学校学习的学术概念如何用于解决制作皮克斯电影时的创造性挑战。Pixar in a box中，来自皮克斯和迪士尼的工作人员，详细的讲解并展示了一部优秀动画的诞生过程：从故事构思，到3D渲染。

## 中文翻譯計劃
2013年開始，可汗學院開放給世界各國將其本站翻譯為自身語言，完成後並可以隨時多語切換，提供全球一致的學習體驗。「台灣關鍵創新教育協會」為華語地區主要推動者，目前「可汗學院中文翻譯計畫」共有超過500名志愿者加入，並持續招募翻譯及校對者。

## 相關網站
在2012年10月，誠致教育基金會引入Khan Academy的架構至台灣，成立均一教育平台。

## 外部連結
- 官方网站
- 可汗學院中文網站首頁 （页面存档备份，存于）
- 网易公开课中的可汗學院页面 （页面存档备份，存于）
- 可汗學院 官方YouTube頻道（页面存档备份，存于）
- 可汗學院 官方Facebook 群組 （页面存档备份，存于）
- 可汗學院 官方新浪微博 （页面存档备份，存于）
- 創辦人在TED論壇的演講（页面存档备份，存于），參見TED大會。
- Netflix’s Reed Hastings and Khan Academy's Salman Khan on the Future of Education （页面存档备份，存于）
- Sal Khan on Leading for Impact and Rethinking Education （页面存档备份，存于）
- Sal Khan: Beyond Khan Academy | 3b1b Podcast #2 （页面存档备份，存于）
- youbutber Aditya Saini 評論How Khan Academy is Beating Byju's & Unacademy In Ed-Tech Space ? | Khan Academy Business Case Study （页面存档备份，存于）